# ArtX
Az ArtX vállalatot 1997-ben alapította húsz mérnök, a Silicon Graphics Inc. volt alkalmazottai, akik korábban a Nintendo 64 grafikai chipjén dolgoztak. A vállalat egy nagyteljesítményű, ám gazdaságosan megvalósítható PC grafikai chip előállítására koncentrált, amivel terveik szerint azonnal leelőzhették volna az akkoriban domináns 3dfx és a többi indulófélben lévő konkurens céget, mint az nVidia.
Az ArtX vezetője dr. Wei Yen, aki az SGI-nél a Nintendo Operations – Nintendo műveletek – részleg vezetője volt, mely a Nintendo 64 alapvető kialakításáért volt felelős. Az ArtX elnökének David Ortont nevezték ki, aki korábban a Silicon Graphics fejlett grafikai részlegét vezette.

## Története
1997 végén az SGI versenytilalmi pert indított az ArtX ellen, azt állítva, hogy az induló cég munkatársai mind az SGI magas szintű volt mérnökei, akik az SGI üzleti titkait akarják majd hasznosítani. A pert csendben ejtették 1998-ban.
Az ArtX 1998 májusában szerződött a Nintendo negyedik, „Dolphin” kódnevű játékkonzolja rendszerlogikájának és grafikai processzorának – kódnevén a Flipper chipnek – megalkotására; ez a játékkonzol végül GameCube néven jelent meg. Howard Lincoln, a Nintendo volt elnöke ezt mondta róluk: „Ezt a vállalatot er. Wei Yen vezeti, az az ember, aki az N64 grafikai chipjéért elsősorban felelős. Dr. Yen az ArtX-nél a bolygó egyik legjobb csapatát állította össze 3D grafikai mérnökökből.”
Az általuk alkotott, beépített geometriai feldolgozórendszerrel ellátott integrált grafikai chipkészletet először a COMDEXen mutatták be 1999 őszén, melyet a tajvani Acer Lab értékesített.
Az ATI Technologies, Inc. 2000 februárjában felvásárolta az ArtX-et, 400 millió dollárért részvényopciókban. Az ATI egyik szóvivője ezt nyilatkozta erről: „Az ATI a Nintendón keresztül a játékkonzolpiac egyik nagyobb szállítója lesz. A Dolphin platformról úgy tartják, hogy nagymenő a grafikai és videóteljesítmény tekintetében, 128 bites architektúrájával.”
Az ArtX nyitott utat az ATI R300 grafikai processzorának (Radeon 9700) kifejlesztéséhez, amely 2002-ben jelent meg és vált három évvel később az ATI fogyasztói és professzionális termékeinek alapjául.

## Fordítás
Ez a szócikk részben vagy egészben  az   ArtX című angol Wikipédia-szócikk ezen változatának fordításán alapul.  Az eredeti cikk szerkesztőit annak laptörténete sorolja fel. Ez a jelzés csupán a megfogalmazás eredetét és a szerzői jogokat jelzi, nem szolgál a cikkben szereplő információk forrásmegjelöléseként.